# Dennis Andries
Pour les articles homonymes, voir Andries.
Dennis Andries est un boxeur anglais né le 5 novembre 1953 à Georgetown, Guyana.

## Carrière
Champion d'Angleterre des mi-lourds en 1984, il remporte le titre WBC de la catégorie à 3 reprises en 1986, 1989 et 1990. Après la perte de ce titre le 11 septembre 1991 face à Jeff Harding, Andries poursuit sa carrière en lourds-légers et devient à nouveau champion d'Angleterre en 1995. Battu dès sa première défense, il met un terme à sa carrière l'année suivante sur un bilan de 49 victoires, 14 défaites et 2 matchs nuls.